# Bridge (cráter)

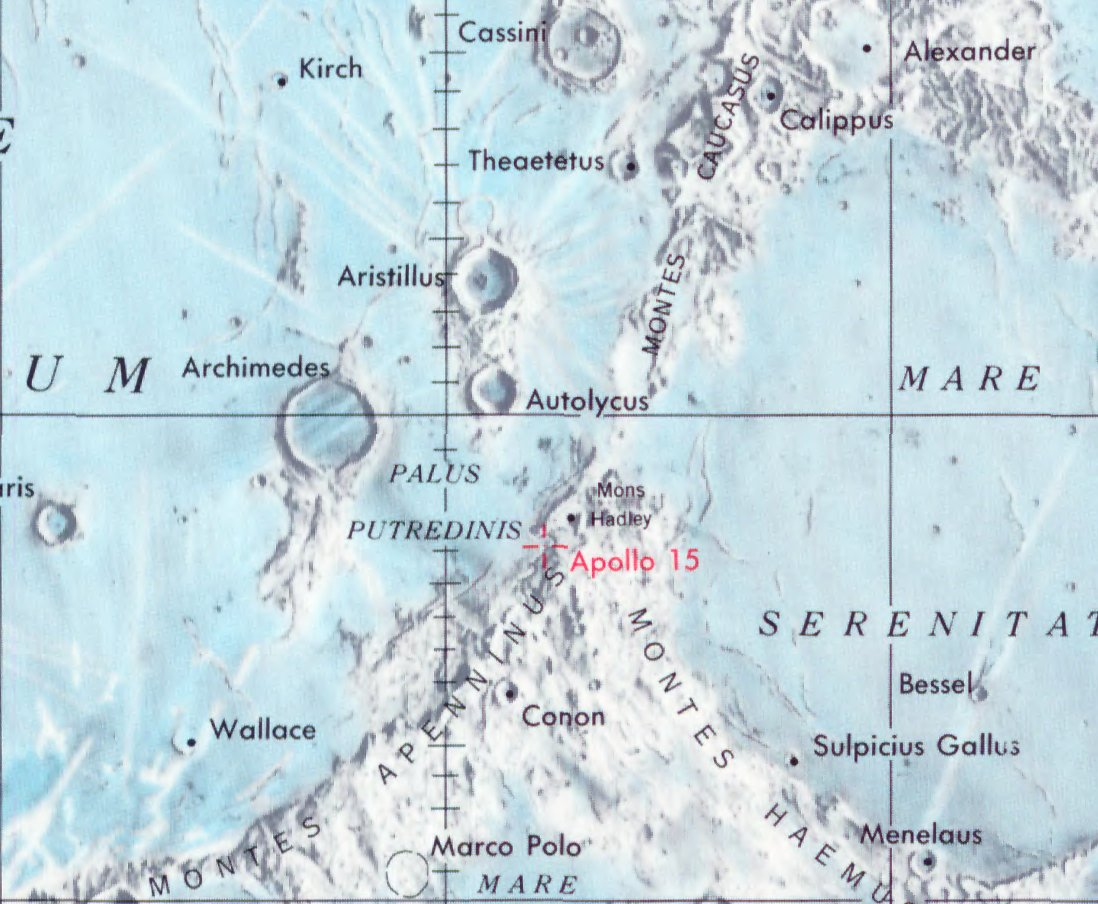
Localización del lugar de aterrizaje del Apolo 15

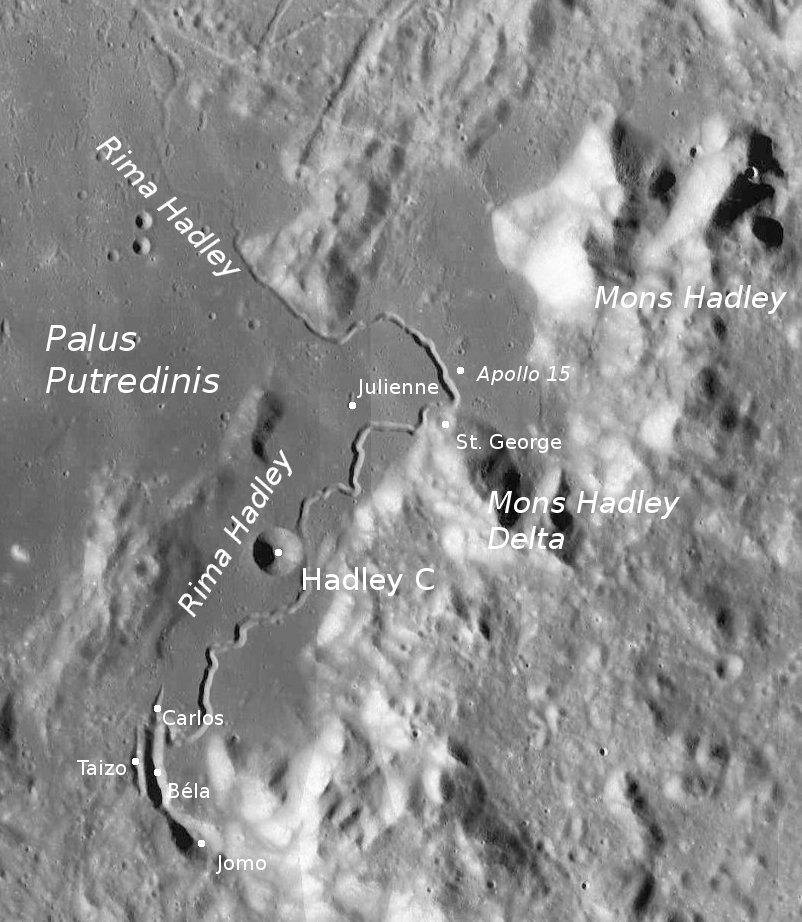
Entorno de St. George (Imagen LRO)

Bridge es un pequeño cráter lunar, situado en la región Hadley-Apennine. Está ubicado sobre la base del Mons Hadley Delta, aproximadamente a 6,5 km al suroeste del punto de aterrizaje del Apolo 15. El cráter St. George (más grande) se halla al sureste, y el cráter Elbow (más pequeño) aparece hacia el este.
|  |

Se encuentra en el interior de la hondonada de la hendidura denominada Hadley Rille, y sus materiales eyectados forman un puente entre los dos lados de la grieta, circunstancia que propició su nombre (de acuerdo con la traducción de la palabra inglesa bridge, que significa puente).

## Denominación
El nombre del cráter fue adoptado formalmente por la UAI en 1973, y tiene su origen en las denominaciones topográficas utilizadas en la hoja a escala 1/50.000 del Lunar Topophotomap con la referencia "41B4S1 Apollo 15 Landing Area".